# Bionda fragola
Pour plus de détails, voir Fiche technique et Distribution.
Bionda fragola (littéralement en français : « Blonde fraise ») est une comédie italienne réalisée par Mino Bellei et sortie en 1980.  
C'est l'unique film de Bellei en tant que réalisateur.

## Synopsis
Depuis longtemps, Antonio et le pharmacien Domenico vivent en harmonie dans le même appartement. Les deux amants se partagent les frais de la maison. 
Depuis quelque temps, Antonio pense à autre chose et annonce à Domenico qu'il s'est fait un nouvel ami : c'est Adriano Velluto, un modèle de photos, également lié à Mathilde. Domenico fait semblant de tolérer le ménage à trois, mais les surprises sont nombreuses.

## Fiche technique
- Titre original : Bionda fragola
- Réalisation : Mino Bellei
- Scénario : Mino Bellei, Alessandro Parenzo
- Pays d'origine :  Italie
- Langue : italien
- Format : Couleur
- Genre : Comédie
- Durée : 95 minutes
- Dates de sortie :
  - Italie : 7 décembre 1980

## Distribution
- Mino Bellei : Domenico Condo
- Umberto Orsini : Antonio
- Gianni Felici : Adriano Velluto
- Renato Scarpa : le psychanalyste
- Annamaria Romoli (it)